# Хули хули пилећи тако
Хули-хули пилећи тако (енгл. Huli Huli Chicken Tacos)  је  разноврстан и занимљив специјалитет хавајске кухиње заснован на успешној комбинацији тропског воћа, црвеног купуса и меса умотаног у кукурузну тортиљу.  Хули хули тако се припрема од пилећих карабатака који претходно треба да  одлежава  у хули хули маринади, чија је основа сок од ананаса. Маринада хули хули се у овом јелу користи и као завршни премаз током печење, уз посебну пажњу  на термичку обраду. Црвени купус је одличан додатак који јелу даје хрскавост, а сочност јела не захтева потребу за додавањем било каквог соса.
Након припрема пилећи карабатак се једе са грилованом воћном салатом (која укључује ананас и манго запечен на жару) и црвеним купусом, уз додатак димљене љуте паприке у праху, комадића чери парадајеза, сецканог першуна и лимете.

## Састојци за хули хули тако
Главни састојци за припрему овог јела су:
- ананас, исечен на колутове
- откоштени пилећи карабатак
- соја сос,
- бели лук у гранулама
- смеђи шећер,
- ђумбир у праху,
- димљена љута паприка у праху,
- манго,
- авокадо,
- чери парадајез,
- лимета,
- сецкани лист першуна,
- црвени купус.

Подлога за сервирање:
- кукурузна тортиља,

## Припрема
Припрема хули хули маринаде и умака
Хули хули маринада се спрема од исцеђеног сока ананаса у који се додаје соја сос, бели лук у гранулама, ђумбир у праху, смеђи шећер и млевена димљена љута паприка. Након што се маринада добро промеша у њу се урањају пилећи карабатаци, који треба да одлеже у маринади минимум 40 минута на собној температури.
Након одлежавања у маринади месо се ставља директно на роштиљ, а остатак маринаде се прокувавањем пастеризује и редуцира како би се направио умак за завршни премаз меса током печења пилећег меса на роштиљу.
Припрема јела
На претходо загрејана роштиљ (200° до 220 °C) директо на решетки пече се пилеће месо. Карабат се пече око 4 минута са сваке стране. Кад је и друга страна готова, карабатак се премазује хули хули умаком прво са једне, а онда и са друге стране. Тако премазан карабатак пече се на роштиљу још око један минут.
На истом роштиљу пече се истовремено и огуљени и на два дела подељени манго зарезан ножем на више места, и  ананс исечен на колутиће.  Ананас и манго се грилују око 3 минуте по страни.

## Сервирање
По завршетку печења на роштиљу: на коцкице се нареже авокадо, печени ананас и манго и у ту масу додаје се чери парадајез, сецкани першун, и све то зачини соком лимете.
Пилеће карабатаке такође треба нарезати на комадиће, а црвени купус на трачице.
Сервира се на загрејаним кукурузним тортиљама на роштиљу (око 15 секунди са сваке стране). 
Састојци се по жељи госта стављају на тортиљу и јело је спремно за конзумирање.